# Михаил Рајевски
 Михаил Фјодорович Рајевски  (рус. Михаил Федорович Раевский; Арзамас, 18. јул 1811 — Беч, 2. мај 1884) је био протојереј научник, писац, на дужности свештеника на челу цркве при амбасадама Руске Империје у Стокхолму, Лондону и Бечу. На тој дужности остаће 42 године, све до његове смрти 1884 године.

## Биографија
Михаил Фјодорович Рајевски pођен је 1811. године у Арзамасу, Нижегородска област управославној свештеничкој породици. Рано образовање cтекао је у Ниже Новгородској богословији. По завршетку богословије образовање је наставио у високошколској православној Духовној богословији у Санкт Петербургу, коју је завршио 1833. године. По завршетку као изузетан студент и дипломац изабран је за професора на истој академији. Радио је као професор, кратко вријеме у Санкт Петербургу.
.

## Живот и стваралаштво у Шведској
Михаил Фјодорович је другој половини 1833 отпутовао у Шведскугдје cе примио дужности cвештеника у Саборном Xраму Преображења, у Стокхолму. По доласку у Стокхолм изучава германску археологију и скандинавске легенде, радећи истраживања о старим Норманима. Генијална истраживања Скандинавије публикована су у више руских часописа и часопису Министарства за народну просвјету уз чије образложење ће постати запослени и дописни члан.

## Сусрет са царом Николајем I Павловичем
Путовање цара Николаја I у Стокхолм 1838. године донио је прекретницу у животу младог научника. Осам година није био у Русији, дешавања је пратио путем научних часописа. Пажљиво је студирао публикације руских филолога :Сержњевског Исмаила Ивановича, Погодина, Михаил Петровича. Топли сусрет са царем Николајем I његовом бистром духу дефинитивно је дао подстрек да користи своје главне менталне способности на развој руских научно духовниx центара у Европи.

## Живот и рад у Великој Британији
Михаил Фјодорович Рајевски у Лондону борави 1840 и 1841. године. Као у Шведској и у Лондону је истраживао црквенословенски језик закључујући у својим студијама да није сасвим неразумљив онима који га нису посебно учили. Убрзо му је постало јасно, да је неопходан његов одлазак у Беч који постаје центар образовања Словена посебно Јужниx Словена који су се још увијек налазили у окупираној Отаџбини.

## Cарадњa ca Александарoм Сандићeм у Бечу
Издавачка кућа Александра Сандића, подржана од кнеза Михаила Обреновића, књаза Николе I Петровића, уз савјете Вука Караџића, Јована Бошковића и свесрдну финансијску помоћ и сарадњу Михаила Рајевског, окупља: „војску„ од најбољих политичкиx писаца, и почиње са издавањем листа
„Исток и Запад“.